# Sint-Katelijne-Waver

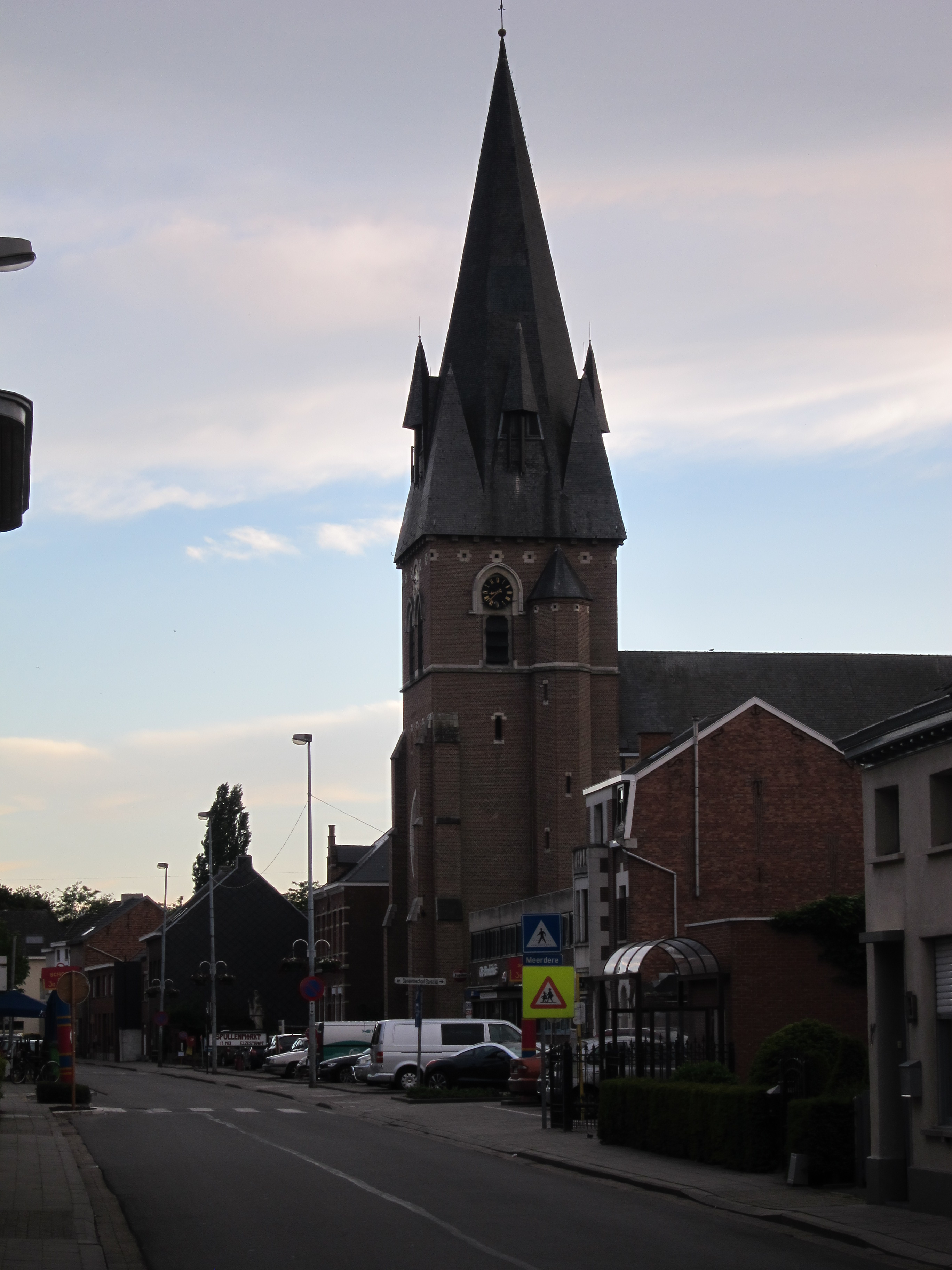
Parochiekerk Sint-Augustinus

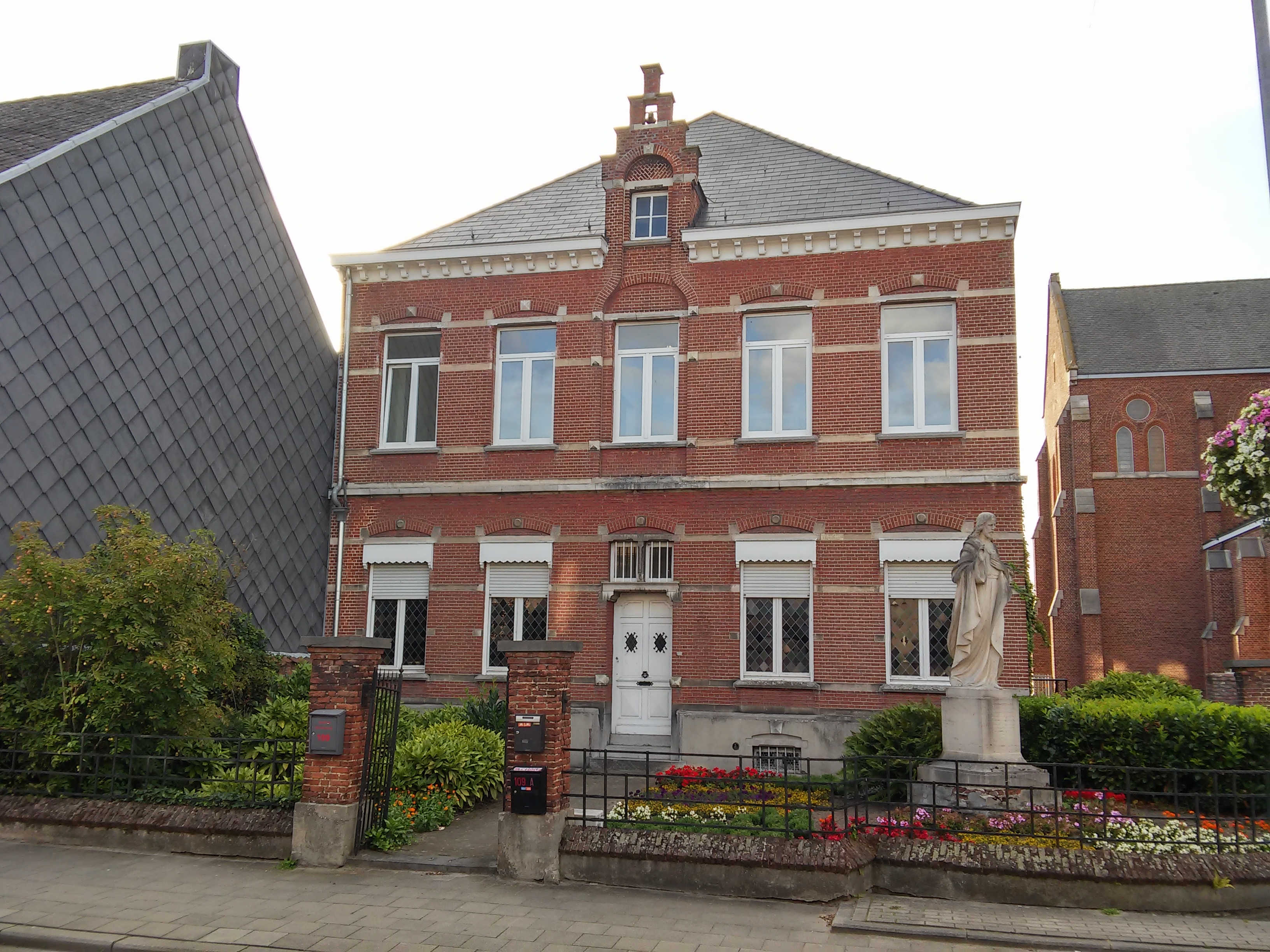
Pastorie in de Clemenceaustraat

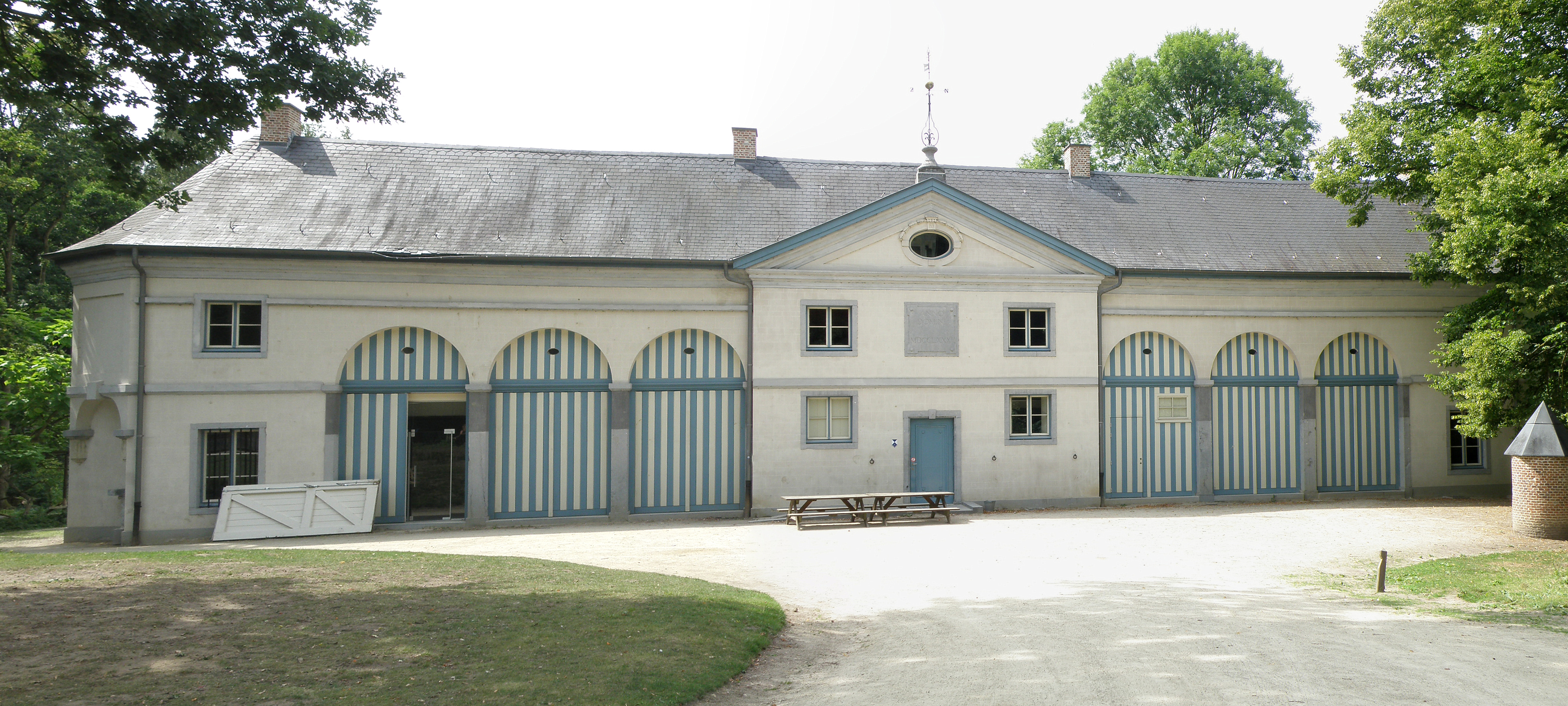
Abdij van Rozendaal (domein Roosendael), Koetshuis

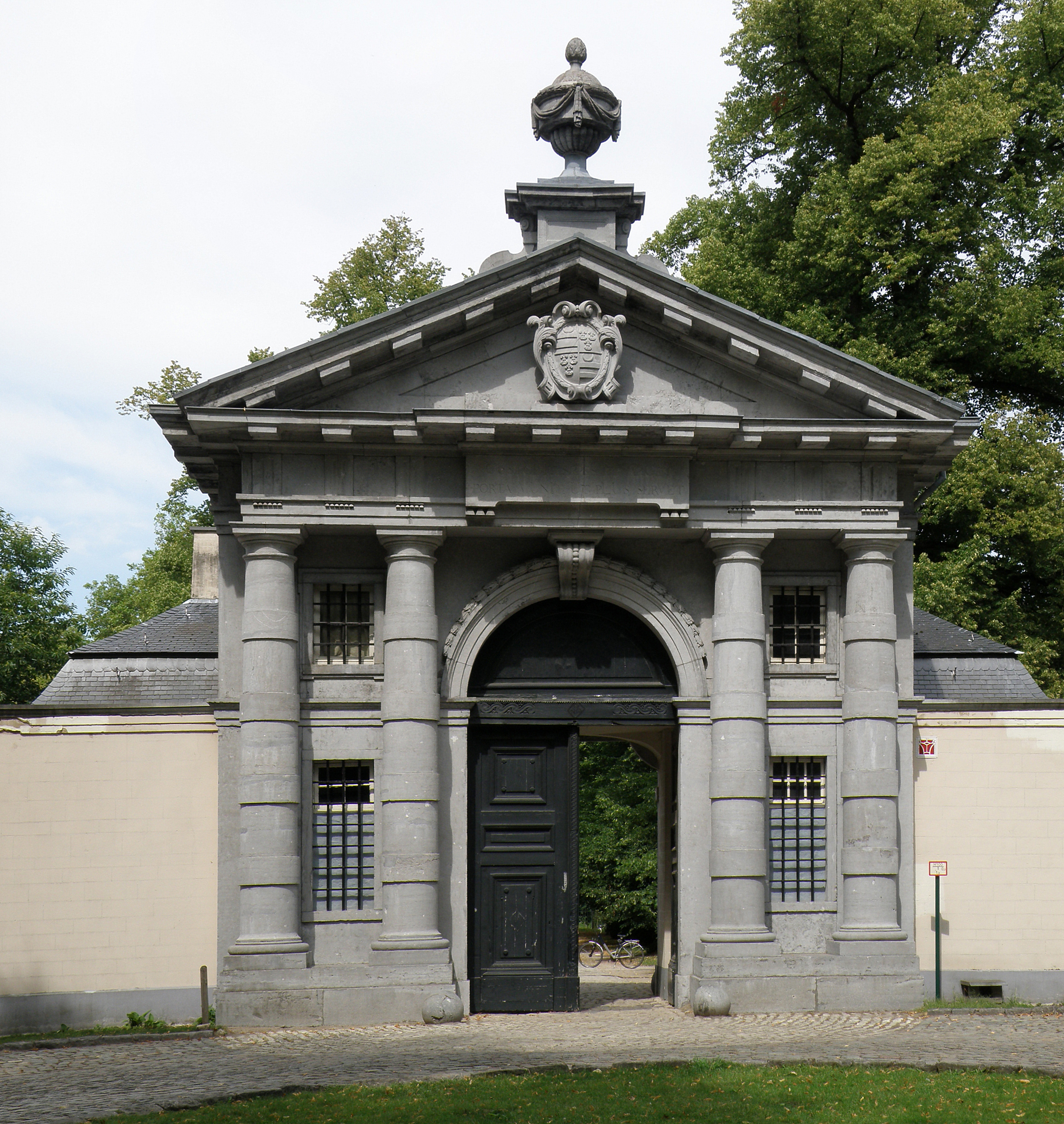
Abdij van Rozendaal (domein Roosendael), Poorthuis

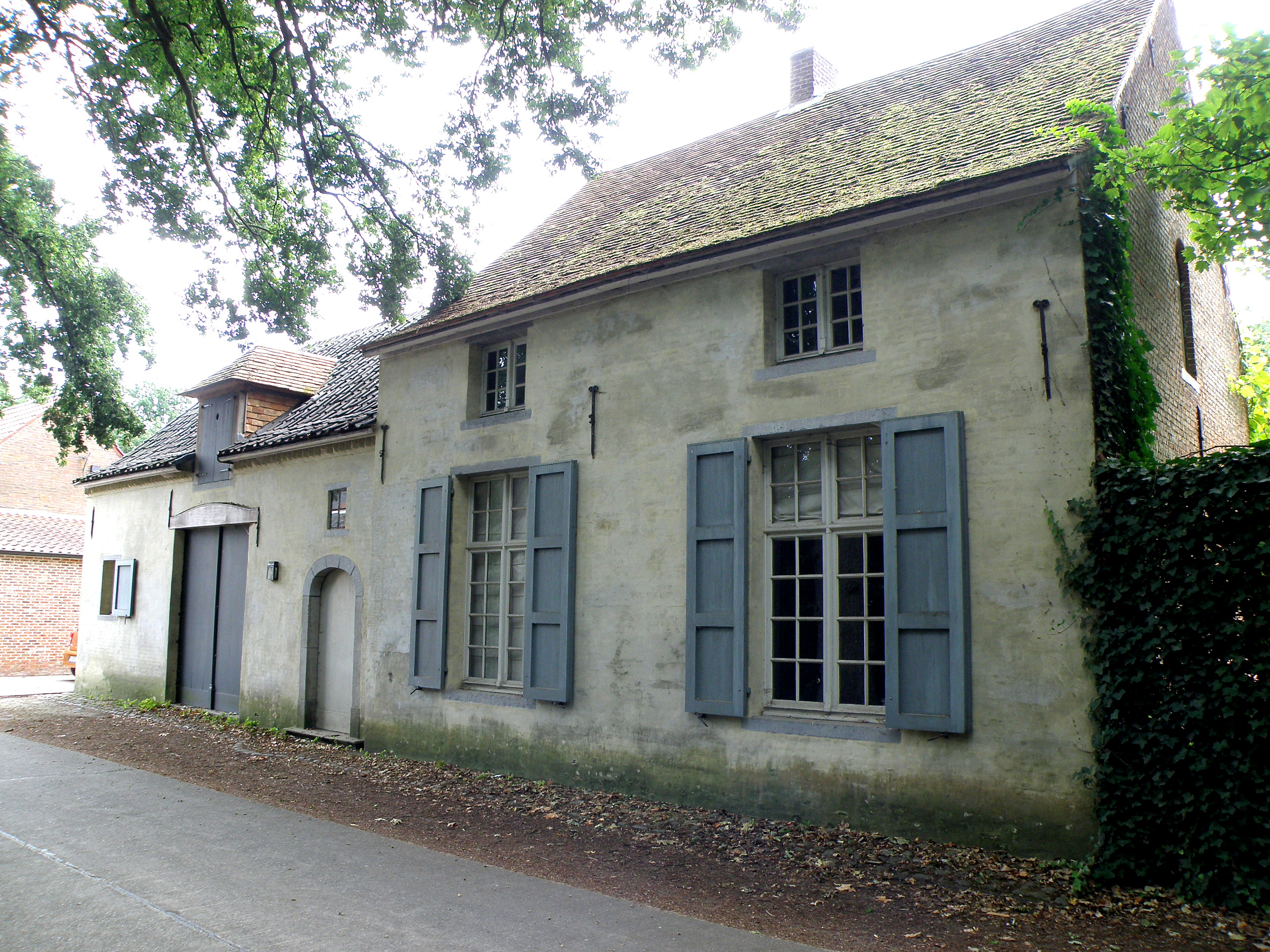
Kasteel Rozenhouthof, bijgebouwen aan de Kuikenstraat

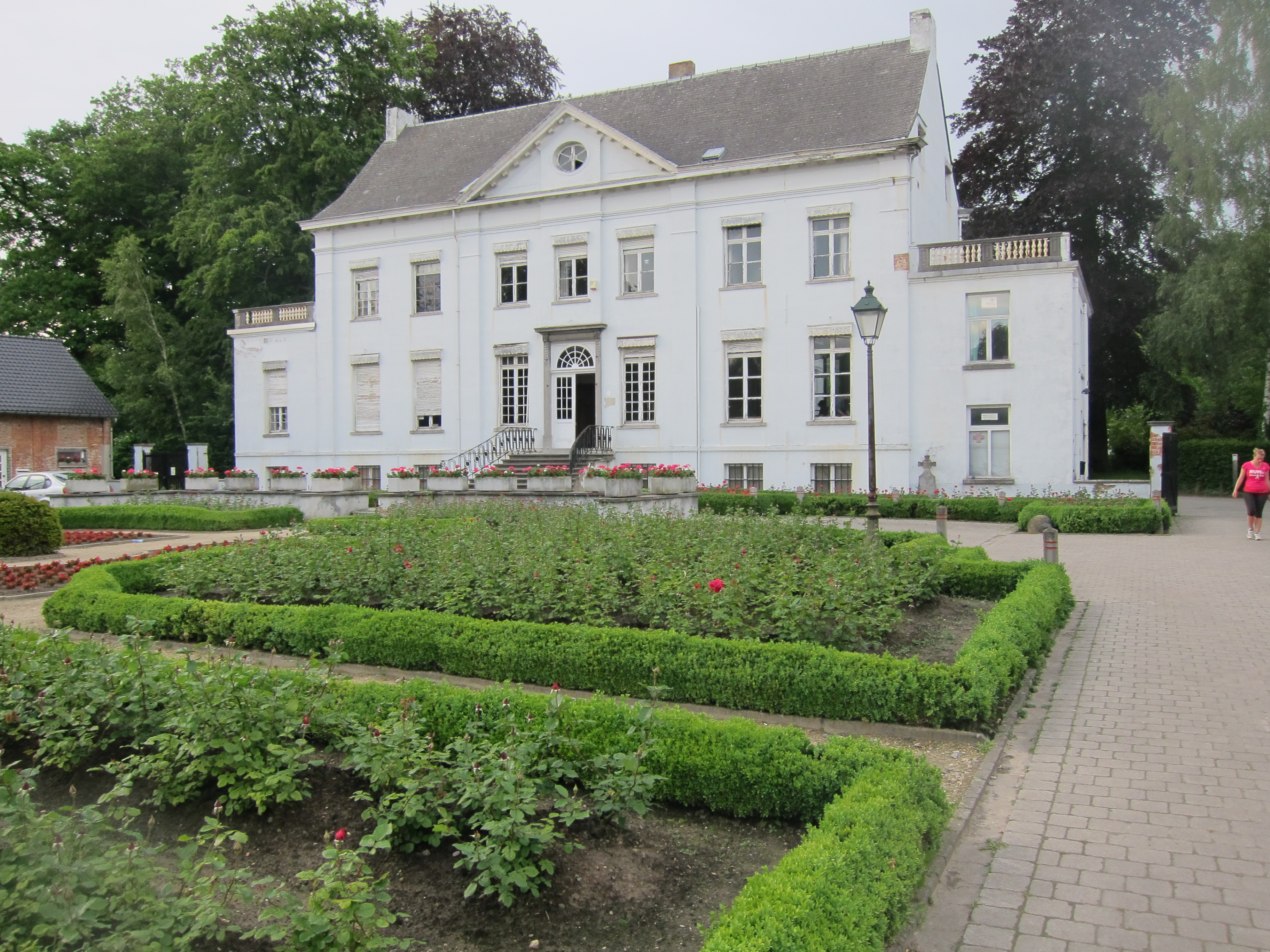
Sint-Michielskasteel

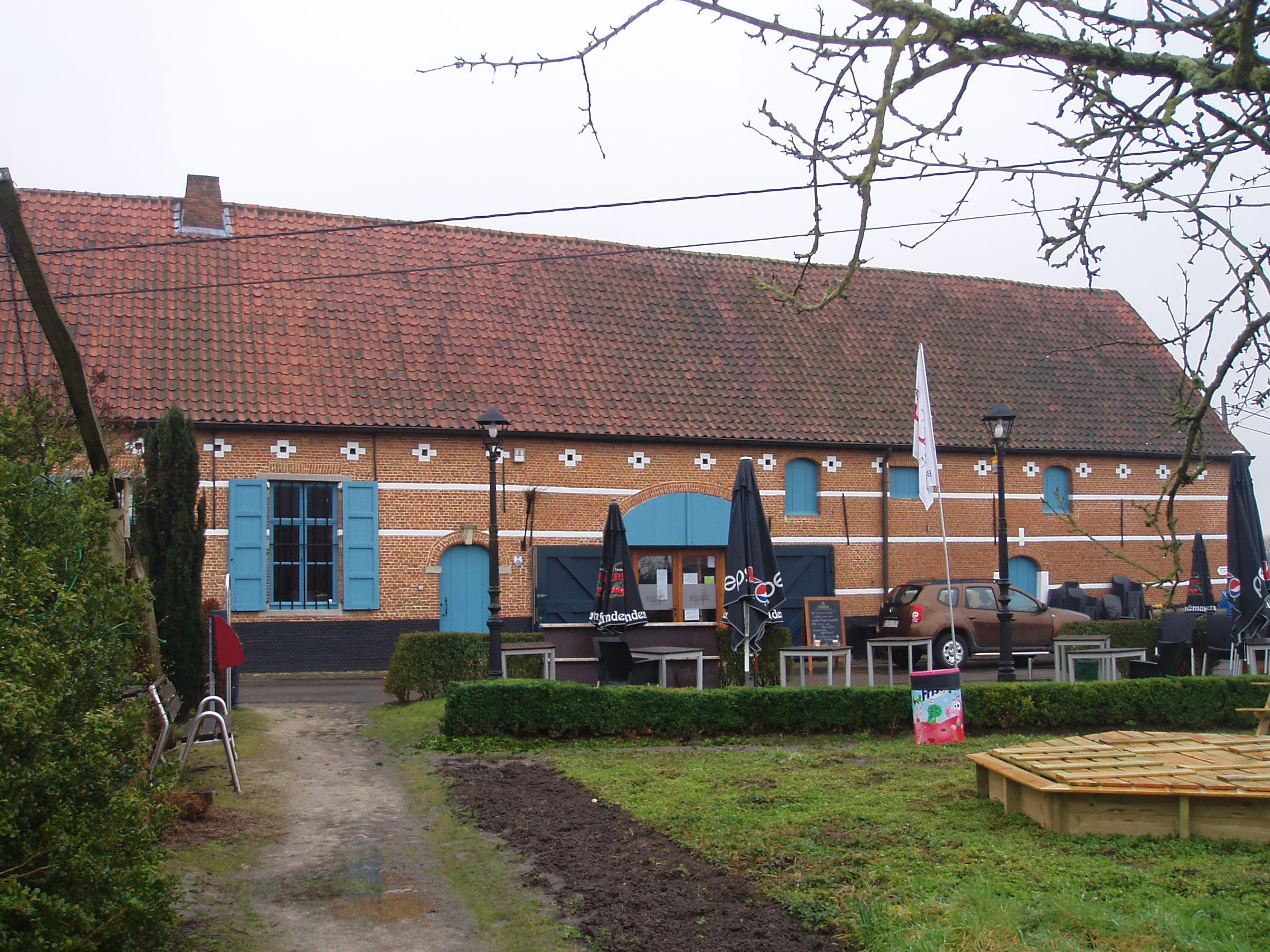
Midzeelhoeve I

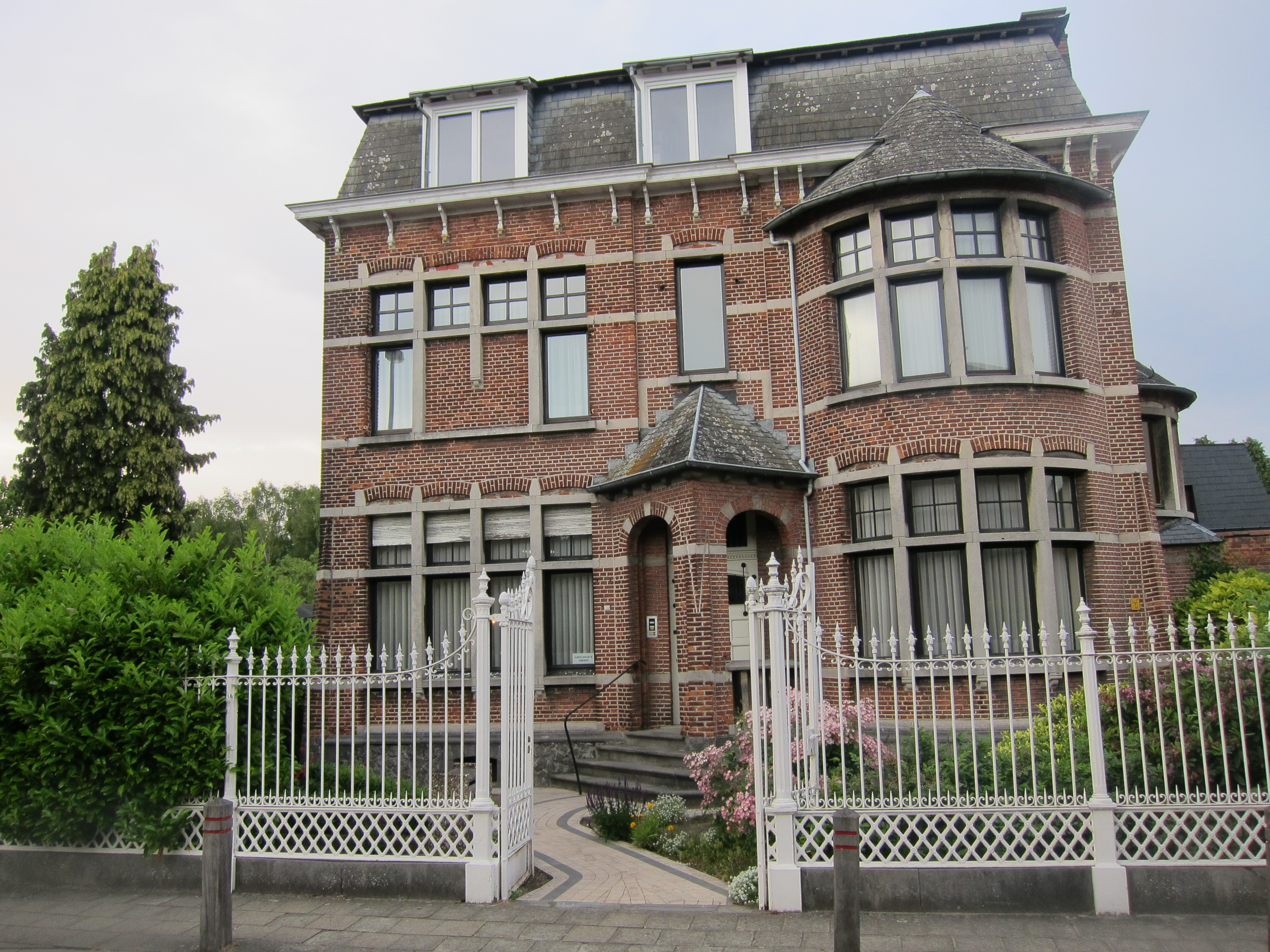
Eclectische woning in de Albertstraat

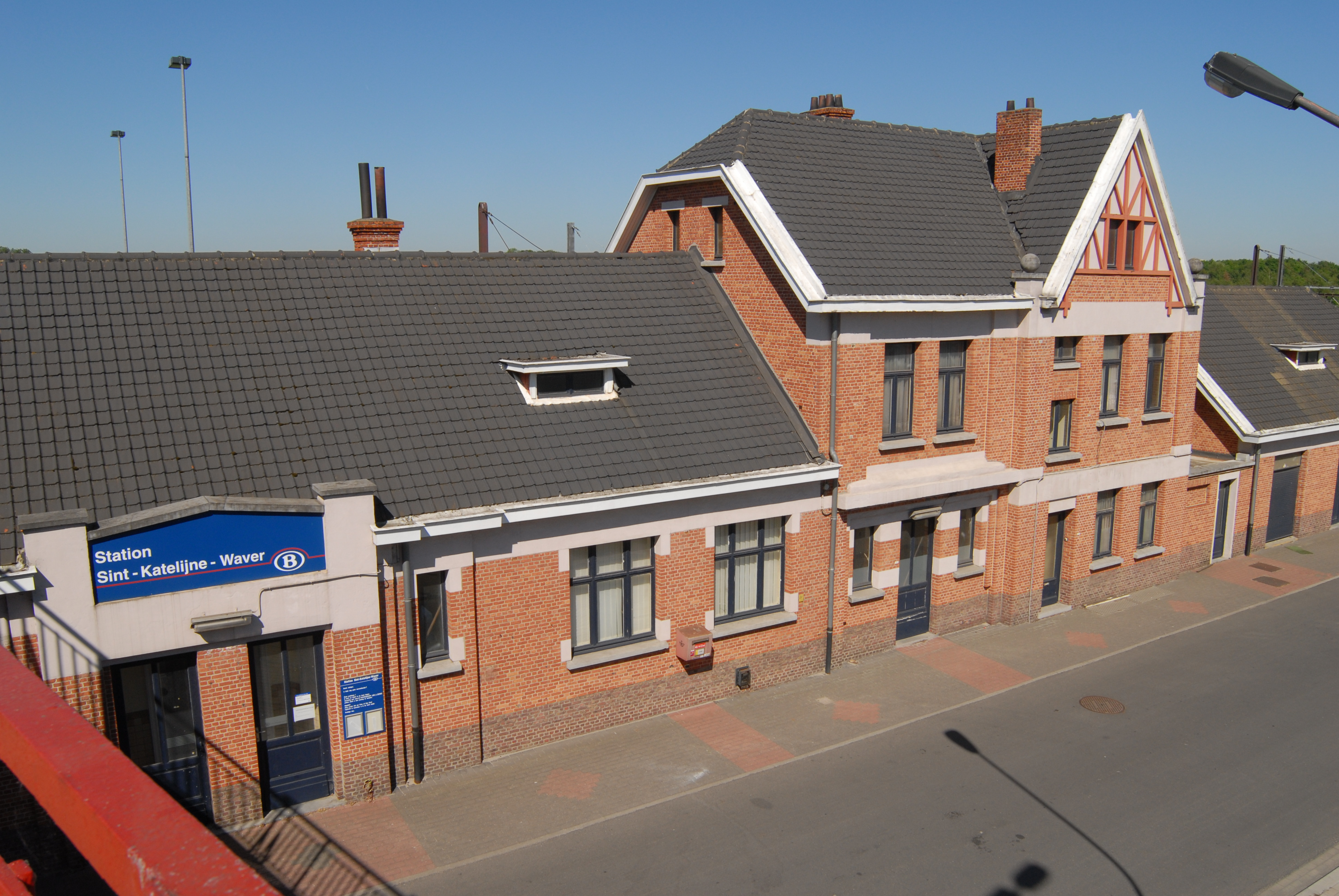
Station Sint-Katelijne-Waver

Sint-Katelijne-Waver is een plaats en gemeente in de Belgische provincie Antwerpen en behoort tot het kieskanton Duffel en het gerechtelijk kanton Mechelen. De gemeente bestaat uit twee deelgemeenten, namelijk Sint-Katelijne-Waver en Onze-Lieve-Vrouw-Waver, en telt daarnaast ook de kernen Elzestraat en Pasbrug-Nieuwendijk. Sint-Katelijne-Waver telt ruim 21.500 inwoners en grenst in het zuiden aan de stad Mechelen.

## Toponymie
Sint-Katelijne is vermoedelijk Catharina van Alexandrië, een populaire heilige in de middeleeuwen. In het dialect zegt men kortweg Katlijne of Sint-Katlijne.
Waver verwijst naar het Mechelse Waverwoud dat hier gedurende de middeleeuwen gelegen was. De eerste vermelding van dit woud gebeurde in het jaar 1008. 

## Geschiedenis

### Prehistorie
In november 2014 werd er per toeval een silexsteen teruggevonden in de educatieve tuin van basisschool Dijkstein. Na onderzoek bleek de silex ongeveer 35.000 à 45.000 jaar oud te zijn en vervaardigd te zijn door Neanderthalers. Vondsten van door Neanderthalers gemaakte artefacten zijn zeldzaam in Vlaanderen.

### Middeleeuwen
Zowel het dorpscentrum van Sint-Katelijne-Waver als dat van Onze-Lieve-Vrouw-Waver ontstonden op de gronden van het Waverwoud omstreeks de 13de eeuw toen de ontginning van het woud haar hoogtepunt bereikte.

### 16e - 19e eeuw
In 1570 telde de gemeente 400 inwoners. In 1686 waren er in het dorp drie brouwerijen, 26 herbergen en zes winkels. Tussen 1762 en 1769 waren er ongeveer 1430 inwoners. In 1786 steeg het aantal verder tot 1532 mensen en in 1831, geen 50 jaar later, was het aantal mensen bijna verdubbeld tot 2954. Nog zo'n 15 jaar later, in 1846, waren er 3213 inwoners, weer een sterke stijging.
In 1846 was er de volgende industrie: 2 windmolens, 2 (plantaardige) oliebedrijven, 3 brouwerijen, een distilleerderij, een kaarsbedrijf en een aantal wevers. Er waren toen 585 huizen, waarvan 9 onbewoond.

### 20e - 21e eeuw
In 1939-40 bouwde men in de gemeente negen bunkers als onderdeel van de KW-stelling. 
In 1977 fusioneerden beide gemeenten die de verwijzing naar het Waverwoud in hun naam behielden. Na bijna acht eeuwen werden beide gemeenten opnieuw herenigd. De derde gemeente in het Waverwoud was Sint-Nicolaas-Waver. Deze gemeente leefde voort onder de naam Putte.
Tevens werden in 1977 ook enkele grenswijzigingen uitgevoerd met Mechelen. De Pasbrug en Kauwendael werden overgedragen van Sint-Katelijne-Waver naar stad Mechelen.

## Geografie

### Deelgemeenten
| # | Naam                   | Opp. (km²) | Inwoners (2020) | Inwoners per km² | NIS-code |
| - | ---------------------- | ---------- | --------------- | ---------------- | -------- |
| 1 | Sint-Katelijne-Waver   | 23,32      | 15.403          | 661              | 12035A   |
| 2 | Onze-Lieve-Vrouw-Waver | 12,84      | 5.613           | 437              | 12035B   |

### Kernen
Naast de twee deelgemeenten bestaat Sint-Katelijne-Waver nog uit twee kernen: Elzestraat (in het verleden noemde men deze plaats Sint-Augustinus-Waver) en Pasbrug-Nieuwendijk. Op de grens van de vroegere deelgemeenten bevindt zich bovendien het gehucht Hagelstein (of Katerveire).

### Aangrenzende gemeenten
| Aangrenzende gemeenten | Aangrenzende gemeenten | Aangrenzende gemeenten | Aangrenzende gemeenten | Aangrenzende gemeenten |
| ---------------------- | ---------------------- | ---------------------- | ---------------------- | ---------------------- |
| Duffel                 |                        |                        |                        | Lier                   |
|                        |                        |                        |                        |                        |
|                        | Putte                  |                        |                        |                        |
|                        |                        |                        |                        |                        |
| Mechelen               |                        | Bonheiden              |                        |                        |

## Natuur en landschap

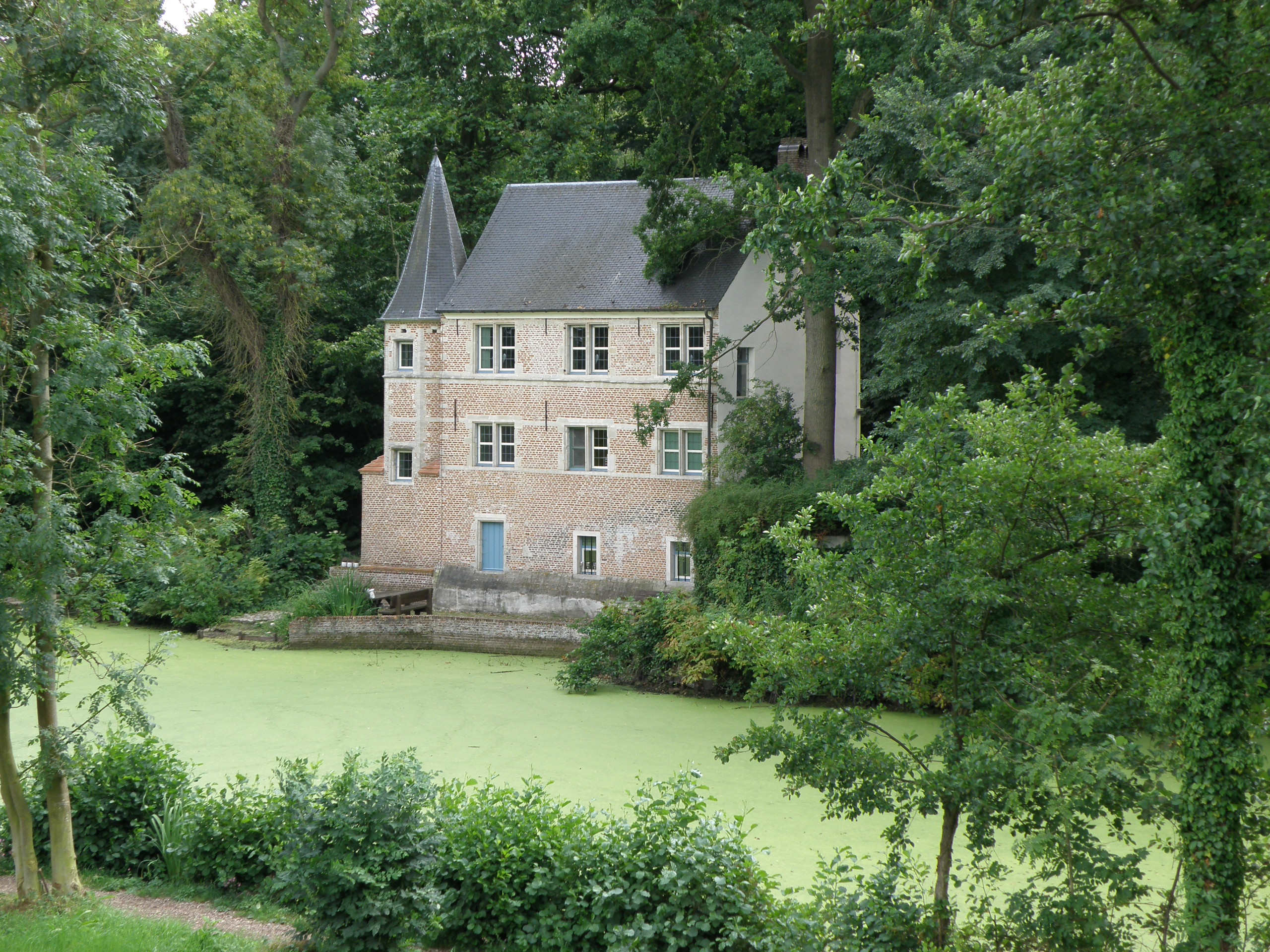
Het zogenaamde Pesthuis op het domein Roosendael

Sint-Katelijne-Waver ligt op een hoogte van 8-15 meter. De hydrografie van Sint-Katelijne-Waver wordt gekenmerkt door de Beneden-Nete, die de grens van de gemeente vormt in het uiterste noorden, en daarnaast nog 5 (noemenswaardige) waterlopen. Dit zijn de Kammaarbeek, de Goorbosbeek, de Perwijsveldloop, de Melenhoekbeek (die gedeeltelijk de grens vormt met Putte) en de Vrouwvliet (op de grens met Mechelen).
De belangrijkste natuurgebieden zijn:
- De Gasthuisbossen aan de Berlaarbaan, waar reeën, damherten en talrijke vogelsoorten, waaronder de buizerd voorkomen.
- Andere natuurgebieden van het Waverwoud zijn Brede Zeyp.

### Parken
- Het Park van de voormalige abdij van Roosendael
- Het Sint-Michielspark
- Het Park Borgerstein
- Het Park Ursulinen

## Bezienswaardigheden

### Kerkelijke gebouwen
- De Goede Herderkerk aan de Mechelsesteenweg in Pasbrug-Nieuwendijk
- De Sint-Catharinakerk aan de Markt
- De Sint-Augustinuskerk in het dorp Elzestraat
- De Onze-Lieve-Vrouw van Smartenkerk
- De Abdij van Rozendaal
- De Onze-Lieve-Vrouwekapel aan de Berkelei in de wijk Pasbrug-Nieuwendijk
- Het Klooster Hagelstein aan de Berlaarbaan
- Het Verzorgingstehuis Borgerstein aan het IJzerenveld in de wijk Pasbrug-Nieuwendijk
- Het Rusthuis Sint-Elisabeth aan de Wilsonstraat
- Het Sint-Ursula-Instituut

### Kastelen
- Het Kasteel Lombaardstein
- Het Sint-Michielskasteel
- Het Kasteel Zorgvliet in het dorp Elzestraat
- Het Kasteel Rozenhouthof in het dorp Elzestraat
- Het Kasteel Fruytenborg aan de Stationsstraat
- Het Kasteel Dijkstein

### Boerderijen
- Het Hooghuis aan de Mechelsesteenweg
- De Midzeelhoeve
- De Schaliënhoeve
- De Goorboshoeve
- De Herenhoeve Slaapt in’t stro
- De Kleine Bullemhoeve
- De Kretenborghoeve
- De Sandhoeve
- De Schaapstalhoeve
- De Schranshoeve
- De Borgersteinhoeve

### Burgerlijke gebouwen
- Het Art-decohuis Waverwoud
- Het Oud gemeentehuis
- Het Nieuw gemeentehuis

### Vestingwerken
- De Schans van Bosbeek aan de Bosbeekweg
- De Schans van Dorpveld
- Het Fort van Sint-Katelijne-Waver
- De KW-stelling

### Begraafplaatsen
- Begraafplaats Onze-Lieve-Vrouw-Waver
- Begraafplaats Elzestraat
- Begraafplaats Pasbrug-Nieuwendijk
- Begraafplaats Sint-Katelijne-Waver
- Het Grafmonument Ysebrant de Lendonck

### Musea
- Groentemuseum 't Grom
- Het Schoolmuseum en klasje van toen

### Houtig erfgoed
- De rij geknotte zomereiken (Quercus robur) langs de Uilelei. Met zijn 217 m de langste rij knoteiken in de omgeving.[4] In de gemeente zijn nog veel knotbomen te vinden. Rond de voetbalvelden van K.F.C. Katelijne en naastgelegen akkers en beken staan meerdere rijen knoteiken. Ze herinneren aan het landelijke karakter van Sint-Katelijne-Waver en getuigen over een historische beheersvorm die steeds zeldzamer wordt. Soortgelijke locaties met rijen of solitaire knoteiken staan verspreid over de hele gemeente.[5]
- In het park achter het gemeentehuis staat een vredesboom uit 2018. Deze werd geplant ter herdenking van het einde van de Eerste Wereldoorlog.

## Partnersteden
- Iernut (Roemenië) (2001)

## Demografie

### Aantal huizen[6]
| Huizen | 180 | 191 | 245 | 468 |  |  |  |  |  |
|        |     |     |     |     |  |  |  |  |  |

### Demografische ontwikkeling voor de fusie
- Bronnen:NIS, Opm:1806 tot en met 1970=volkstellingen; 1976 = inwoneraantal op 31 december

### Demografische ontwikkeling van de fusiegemeente
Alle historische gegevens hebben betrekking op de huidige gemeente, inclusief deelgemeenten, zoals ontstaan na de fusie van 1 januari 1977.
| Inwoners van jaar tot jaar op 1 januari 1992 tot heden | Inwoners van jaar tot jaar op 1 januari 1992 tot heden | Inwoners van jaar tot jaar op 1 januari 1992 tot heden |
| jaar                                                   | Aantal                                                 | Evolutie: 1992=index 100                               |
| ------------------------------------------------------ | ------------------------------------------------------ | ------------------------------------------------------ |
| 1992                                                   | 18.312                                                 | 100,0                                                  |
| 1993                                                   | 18.468                                                 | 100,9                                                  |
| 1994                                                   | 18.539                                                 | 101,2                                                  |
| 1995                                                   | 18.611                                                 | 101,6                                                  |
| 1996                                                   | 18.743                                                 | 102,4                                                  |
| 1997                                                   | 18.918                                                 | 103,3                                                  |
| 1998                                                   | 18.922                                                 | 103,3                                                  |
| 1999                                                   | 19.042                                                 | 104,0                                                  |
| 2000                                                   | 19.038                                                 | 104,0                                                  |
| 2001                                                   | 19.108                                                 | 104,3                                                  |
| 2002                                                   | 19.120                                                 | 104,4                                                  |
| 2003                                                   | 19.245                                                 | 105,1                                                  |
| 2004                                                   | 19.236                                                 | 105,0                                                  |
| 2005                                                   | 19.432                                                 | 106,1                                                  |
| 2006                                                   | 19.577                                                 | 106,9                                                  |
| 2007                                                   | 19.642                                                 | 107,3                                                  |
| 2008                                                   | 19.974                                                 | 109,1                                                  |
| 2009                                                   | 19.994                                                 | 109,2                                                  |
| 2010                                                   | 20.149                                                 | 110,0                                                  |
| 2011                                                   | 20.341                                                 | 111,1                                                  |
| 2012                                                   | 20.349                                                 | 111,1                                                  |
| 2013                                                   | 20.412                                                 | 111,5                                                  |
| 2014                                                   | 20.401                                                 | 111,4                                                  |
| 2015                                                   | 20.427                                                 | 111,5                                                  |
| 2016                                                   | 20.609                                                 | 112,5                                                  |
| 2017                                                   | 20.681                                                 | 112,9                                                  |
| 2018                                                   | 20.870                                                 | 114,0                                                  |
| 2019                                                   | 20.792                                                 | 113,5                                                  |
| 2020                                                   | 21.026                                                 | 114,8                                                  |
| 2021                                                   | 21.197                                                 | 115,8                                                  |
| 2022                                                   | 21.391                                                 | 116,8                                                  |
| 2023                                                   | 21.595                                                 | 117,9                                                  |
| 2024                                                   | 21.792                                                 | 119,0                                                  |
| 2025                                                   | 21.917                                                 | 119,7                                                  |

## Politiek

### Structuur
De gemeente Sint-Katelijne-Waver maakt deel uit van het kieskanton Duffel, gelegen in het provinciedistrict Lier, het kiesarrondissement Mechelen-Turnhout en ten slotte de kieskring Antwerpen.
| Sint-Katelijne-Waver | Sint-Katelijne-Waver | Supranationaal         | Nationaal                         | Nationaal           | Gemeenschap         | Gewest              | Provincie           | Arrondissement    | Provinciedistrict | Kanton          | Gemeente             |
| -------------------- | -------------------- | ---------------------- | --------------------------------- | ------------------- | ------------------- | ------------------- | ------------------- | ----------------- | ----------------- | --------------- | -------------------- |
| Administratief       | Niveau               | Europese Unie          | België                            | België              | Vlaanderen          | Vlaanderen          | Antwerpen           | Mechelen          | Mechelen          | Mechelen        | Sint-Katelijne-Waver |
| Administratief       | Bestuur              | Europese Commissie     | Belgische regering                | Belgische regering  | Vlaamse regering    | Vlaamse regering    | Deputatie           | Deputatie         | Deputatie         | Deputatie       | Gemeentebestuur      |
| Administratief       | Raad                 | Europees Parlement     | Kamer van volksvertegenwoordigers | Vlaams Parlement    | Vlaams Parlement    | Vlaams Parlement    | Provincieraad       | Provincieraad     | Provincieraad     | Provincieraad   | Gemeenteraad         |
| Kiesomschrijving     | Kiesomschrijving     | Nederlands Kiescollege | Kieskring Antwerpen               | Kieskring Antwerpen | Kieskring Antwerpen | Kieskring Antwerpen | Kieskring Antwerpen | Mechelen-Turnhout | Lier              | Duffel          | Sint-Katelijne-Waver |
| Verkiezing           | Verkiezing           | Europese               | Federale                          | Federale            | Vlaamse             | Vlaamse             | Provincieraads-     | Provincieraads-   | Provincieraads-   | Provincieraads- | Gemeenteraads-       |

### Geschiedenis

#### (Voormalige) Burgemeesters
| Tijdspanne | Tijdspanne   | Burgemeester                    |
| ---------- | ------------ | ------------------------------- |
|            | 1803         | Pierre Mathieu Bleeckx          |
|            | 1844 - 1854  | Cornelius Van Trichtveldt       |
|            | 1855 - 1857  | Gomm. Van Slagmolen             |
|            | 1858 - 1861  | Joannes M. Somers               |
|            | 1862 - 1876  | Petrus Franciscus Van Den Bergh |
|            | 1877 - 1882  | Corn. Hellemans                 |
|            | 1883 - 1884  | J. B. Goovaerts                 |
|            | 1885 - 1910  | Pieter Franciscus Budts         |
|            | 1911 - 1921  | Jan Baptist Sels                |
|            | 1921 - 1938  | Louis Claes                     |
|            | 1939 - 1952  | Jozef Laenen                    |
|            | 1953 - 1962  | Victor Van den Eynde            |
|            | 1962 - 1971  | Desideer Vermeulen (CVP)        |
|            | 1971 - 1976  | Jan-August Van Calster (CVP)    |
|            | 1977 - 1982  | Michel Van Dessel (CVP)         |
|            | 1983 - 1988  | Jan-August Van Calster          |
|            | 1989 - 2002  | Kris Lens (CVP / CD&V)          |
|            | 2003 - 2012  | Eddy Vercammen (CD&V)           |
|            | 2013 - 2024  | Kristof Sels (N-VA)             |
|            | 2024 - heden | Ronny Slootmans (Samen Anders)  |

#### Legislatuur 2006 - 2012
Sint-Katelijne-Waver werd tot in 2012 decennialang bestuurd door de CD&V (voordien CVP). Tijdens de gemeenteraadsverkiezingen van 2006 ging deze partij in kartel met de N-VA naar de kiezer en slaagde erin haar aantal zetels te behouden. Het kartel ging aanvankelijk in bad met VLD. Na de overstap van 2 raadsleden van VLD naar LDD (Martine De Graef en Martine Verbist) besloot CD&V-N-VA het coalitieakkoord met VLD te verbreken. Ze werden de verdere legislatuur aan een meerderheid geholpen door de raadsleden van LDD (die in 2008 nog versterkt werden door de overkomst van ex-Vlaams Belangers Marina Cooreman en Luc Vercammen). De oppositie bestond uit Open Vld, sp.a en Vlaams Belang.

#### Legislatuur 2013 - 2018
De gemeenteraadsverkiezingen van 14 oktober 2012 veroorzaakten een aardverschuiving. N-VA werd de grootste partij met 10 zetels gevolgd door CD&V (9 zetels), Samen Anders (kartel Open Vld, sp.a en OK) (5 zetels), Vlaams Belang (2 zetels) en Groen (1 zetel). N-VA kondigden reeds op dezelfde avond aan dat zij een coalitie zouden vormen met Samen Anders. Dat betekende dat voor de eerste keer in de geschiedenis Sint-Katelijne-Waver geen christendemocratische burgemeester meer had. Burgemeester werd Kristof Sels (N-VA). Hij leidde een coalitie bestaande uit N-VA en Samen Anders. Samen vormden ze de meerderheid met 15 op 27 zetels.

#### Legislatuur 2018 - 2024
Bij de verkiezingen van 14 oktober 2018 bleef N-VA met 10 zetels de grootste partij. De kartellijst Samen Anders klom naar 8 zetels, terwijl CD&V terugviel naar 6 zetels. Daarnaast behield Vlaams Belang haar twee zetels en Groen haar ene zetel. N-VA besloot vervolgens een coalitie te vormen met CD&V, dat na zes jaar oppositie weer in het bestuur kwam. Kristof Sels (N-VA) bleef burgemeester.

#### Legislatuur 2024 - 2030
Op 13 oktober 2024 verloor N-VA na twaalf jaar de koppositie in Sint-Katelijne-Waver en viel ze terug tot 7 zetels. De grootste lijst werd Samen Anders, dat steeg naar 11 zetels, terwijl CD&V stabiel op zes zetels bleef. Het Vlaams Belang klom naar drie zetels, Groen verdween dan weer uit de gemeenteraad. Samen Anders vormde een coalitie met CD&V. Ronny Slootmans (Samen Anders) werd vervolgens de eerste liberale burgemeester van Sint-Katelijne-Waver.

#### Resultaten gemeenteraadsverkiezingen sinds 1976
| Partij of kartel     | Partij of kartel                        | 10-10-1976 | 10-10-1976 | 10-10-1982 | 10-10-1982 | 9-10-1988 | 9-10-1988 | 9-10-1994 | 9-10-1994 | 8-10-2000 | 8-10-2000 | 8-10-2006 | 8-10-2006 | 14-10-2012 | 14-10-2012 | 14-10-2018 | 14-10-2018 | 13-10-2024 | 13-10-2024 |
| Stemmen / Zetels     | Stemmen / Zetels                        | %          | 25         | %          | 25         | %         | 25        | %         | 25        | %         | 25        | %         | 25        | %          | 27         | %          | 27         | %          | 27         |
| -------------------- | --------------------------------------- | ---------- | ---------- | ---------- | ---------- | --------- | --------- | --------- | --------- | --------- | --------- | --------- | --------- | ---------- | ---------- | ---------- | ---------- | ---------- | ---------- |
|                      | Agalev1/ sp.a-spirit-Groen!B/ Groen2    | -          |            | 5,031      | 0          | 7,251     | 1         | 9,651     | 2         | 6,891     | 1         | 17,08B    | 4         | 6,582      | 1          | 7,42       | 1          | 5,12       | 0          |
|                      | SP1/ sp.a-spirit-Groen!B/ Samen AndersC | 11,821     | 2          | 13,071     | 3          | 14,081    | 3         | 11,741    | 2         | 9,291     | 2         | 17,08B    | 4         | 18,69C     | 5          | 25,3C      | 8          | 35,5C      | 11         |
|                      | PVV1/ VLD2/ Samen AndersC               | 2,071      | 0          | 5,451      | 0          | 7,421     | 1         | 17,642    | 4         | 27,472    | 7         | 22,132    | 5         | 18,69C     | 5          | 25,3C      | 8          | 35,5C      | 11         |
|                      | CVP1/ CD&V+N-VAA/ CD&V2                 | 62,161     | 17         | 47,061     | 14         | 51,081    | 15        | 52,841    | 16        | 41,751    | 12        | 41,62A    | 12        | 31,452     | 9          | 19,22      | 6          | 22,22      | 6          |
|                      | VU1/ CD&V+N-VAA/ N-VA2                  | 23,941     | 6          | 28,511     | 8          | 20,161    | 5         | 8,141     | 1         | -         |           | 41,62A    | 12        | 32,232     | 10         | 32,42      | 10         | 25,22      | 7          |
|                      | Vlaams Blok1/ Vlaams Belang2            | -          |            | 0,881      | 0          | -         |           | -         |           | 13,371    | 3         | 19,172    | 4         | 9,202      | 2          | 10,22      | 2          | 11,82      | 3          |
| Anderen(*)           | Anderen(*)                              | -          |            | -          |            | -         |           | -         |           | 1,23      | 0         | -         |           | 1,85       | 0          | 5,5        | 0          | 0,2        | 0          |
| Totaal stemmen       | Totaal stemmen                          | 11832      | 11832      | 12465      | 12465      | 13048     | 13048     | 13263     | 13263     | 13539     | 13539     | 14268     | 14268     | 14488      | 14488      | 15032      | 15032      | 10545      | 10545      |
| Opkomst %            | Opkomst %                               |            |            |            |            | 94,63     | 94,63     | 92,74     | 92,74     | 91,84     | 91,84     | 93,59     | 93,59     | 92,16      | 92,16      | 94,5       | 94,5       | 64,3       | 64,3       |
| Blanco en ongeldig % | Blanco en ongeldig %                    | 2,97       | 2,97       | 4,46       | 4,46       | 3,83      | 3,83      | 5,2       | 5,2       | 3,75      | 3,75      | 4,44      | 4,44      | 2,93       | 2,93       | 3,1        | 3,1        | 0,6        | 0,6        |

De rode cijfers naast de gegevens duiden aan onder welke naam de partijen telkens bij een verkiezing opkwamen.

De zetels van de gevormde meerderheid staan vetjes weergegeven. De grootste partij is in kleur.

(*) 2000: W.O.W. (1,23%) / 2012: Katelijne Anders (1,85%) / 2018: KA-WA (5,5%) / 2024: REDKOVAH (0,2%)

## Cultuur

### Evenementen
| - Erfgoeddag: in april - Week van de Groentestreek: in mei - Katelijne zomert (eind juni) - Midzeelhoevedag: augustus - Jaarmarkten: Onze-Lieve-vrouw-Waver / Centrum Sint-Katelijne-Waver | - Herdenking 'Slag van Dorpveld': laatste weekend van september - Jan Kadoddertocht: laatste zondag van oktober - Week van de smaak: november - Lichtstoet: tweede kerstdag (26 december) - Waver Wintert (Onze-Lieve-Vrouw-Waver) |

## Religie en levensbeschouwing
De gemeente wordt onderverdeeld in de parochies De Goede Herder (Nieuwendijk), Onze-Lieve-Vrouw-van-Smarten (Onze-Lieve-Vrouw-Waver), Sint-Augustinus (Elzestraat) en Sint-Catharina (Centrum). Zij vormen de pastorale zone Sint-Katelijne-Waver in de pastorale regio Mechelen van het vicariaat Vlaams-Brabant en Mechelen in het Aartsbisdom Mechelen-Brussel.

## Mobiliteit

### Openbaar vervoer
In Sint-Katelijne-Waver bevindt zich op spoorlijn 25 en 27 het station Sint-Katelijne-Waver. Het stationsgebouw werd eind 2020 begin 2021 afgebroken en maakte plaats voor een grote overdekte fietsenparking. Daarnaast verbinden verschillende buslijnen van de vervoermaatschappij De Lijn de gemeente met Mechelen, Lier en andere gemeenten in de omgeving.

### Wegennet
De belangrijkste wegen in de gemeente zijn de N105 die de dorpskern van Sint-Katelijne-Waver verbindt met het station, de R6 (Mechelen), de Duffelsesteenweg (Duffel), de Mechelbaan (Mechelen en Koningshooikt), de Liersesteenweg (Duffel), de Bergstraat (Bonheiden) en ten slotte de Molenstraat (Putte).

## Economie
Van oudsher werd hier intensief aan land- en gespecialiseerde tuinbouw gedaan.
De tuinbouwveiling BelOrta, met hoofdzetel in Sint-Katelijne-Waver, is de grootste coöperatieve groente- en fruitveiling van België en ook Europees marktleider.
BelOrta werd gevormd in 2013, door de fusie tussen de Vennootschap Mechelse Veilingen (VMV) en de Coöbra witloofveiling uit Zellik-Asse. In 2014 trad ook de aardbeien en kleinfruit Veiling Borgloon toe. In 2024 werden de veilingen van Sint Truiden en Glabbeek overgenomen.
Sint-Katelijne-Waver is naast een tuinbouwgemeente ook een heuse onderwijsgemeente, met meer dan zesduizend leerlingen en studenten uit het lager (zeven scholen), secundair (twee scholen) en het hoger onderwijs

## Onderwijs

### Kleuter- en Lager Onderwijs
- Gemeentelijke basisschool Dijkstein
- Gemeentelijke basisschool GLOC
- Gemeentelijke basisschool Octopus
- Basisschool Hagelstein
- Sint-Katarinaschool
- Basisschool WAVO
- Heilig Hart basisschool

### Secundair Onderwijs
- Hagelstein College
- Sint-Ursula Instituut

### Hoger Onderwijs
Instituut De Nayer, met onderwijs van de Katholieke Universiteit Leuven en Hogeschool Thomas More.

## Sport

### Voetbal
De gemeente telt vier voetbalploegen die uitkomen in de KBVB, zijnde KSK Wavria in Onze-Lieve-Vrouw-Waver, KFC Katelijne-Waver in het centrum, KGR Katelijne aan de grens met Mechelen en Red Boys Elzestraat aan de grens met Duffel.

### Basketbal
De dames van basketbalclub BC Sint-Katelijne-Waver kwamen in het seizoen 2006-2007 uit in 1ste nationale en eindigden hier verdienstelijk als derde. Sindsdien eindigden ze elk jaar in de top 3, en in het seizoen 2009-2010 werden ze uiteindelijk Belgisch kampioen.

### Overige sporten
- WAK-Waver, een badmintonclub die uitkomt in de eerste afdeling van de PBA competitie.
- Golfclub De Wijnvelden, de club van onder andere vijfvoudig Belgisch kampioen golf Raph Vanbegin.
- WAVOC, een volleybalclub die haar matchen speelt in Sporthal Bruultjeshoek.
- Duikcentrum Ludwig Neefs, het grootste PADI-duikcentrum van België.
- Bansoo Gym, de kickboksen-club van onder andere Belgisch kampioen 2007 "light contact -84 kg" Jelle Hermans.
- WTC Nieuwendijk, een wielertoeristenclub.

## Bekende inwoners
- Jan Kadodder (16??-16??), boerenzoon en verzetsleider. Kadodders is ook de bijnaam van de inwoners van Sint-Katelijne-Waver.[22]
- Peter op de Beeck (1733-1824), kwakzalver
- Frans Verschoren (1874-1951), auteur
- Barth Verschaeren (1888-1946), schilder
- René Gaspar (1893-1958), taalkundige
- Suske Henderickx (1907-1971), zanger-humorist
- Jef Andries (1919-2006), voetballer
- Michel Van Dessel (1927-2018), politicus
- Eugène en François-Jérome Bollekens, vliegtuigbouwers
- Jan Van Der Auwera (1924-2004), voetballer
- Jenny Tanghe (1926-2009), actrice

- Alois De Hertog (1927-1993), wielrenner
- Jan-August Van Calster (1935-2013), politicus
- Joos Somers (1936-2012), politicus
- Jos Molemans (1938-1994), historicus
- Manu Verreth (1940-2009), acteur
- Paul Van Rompuy (1940), econoom
- Jean Dockx (1941-2002), voetballer
- Herman Portocarero (1952), auteur
- Guy Culot, paralympisch wielrenner
- Martine De Graef (1963), politica
- Emma Balemans (1999), zangeres

## Foto's

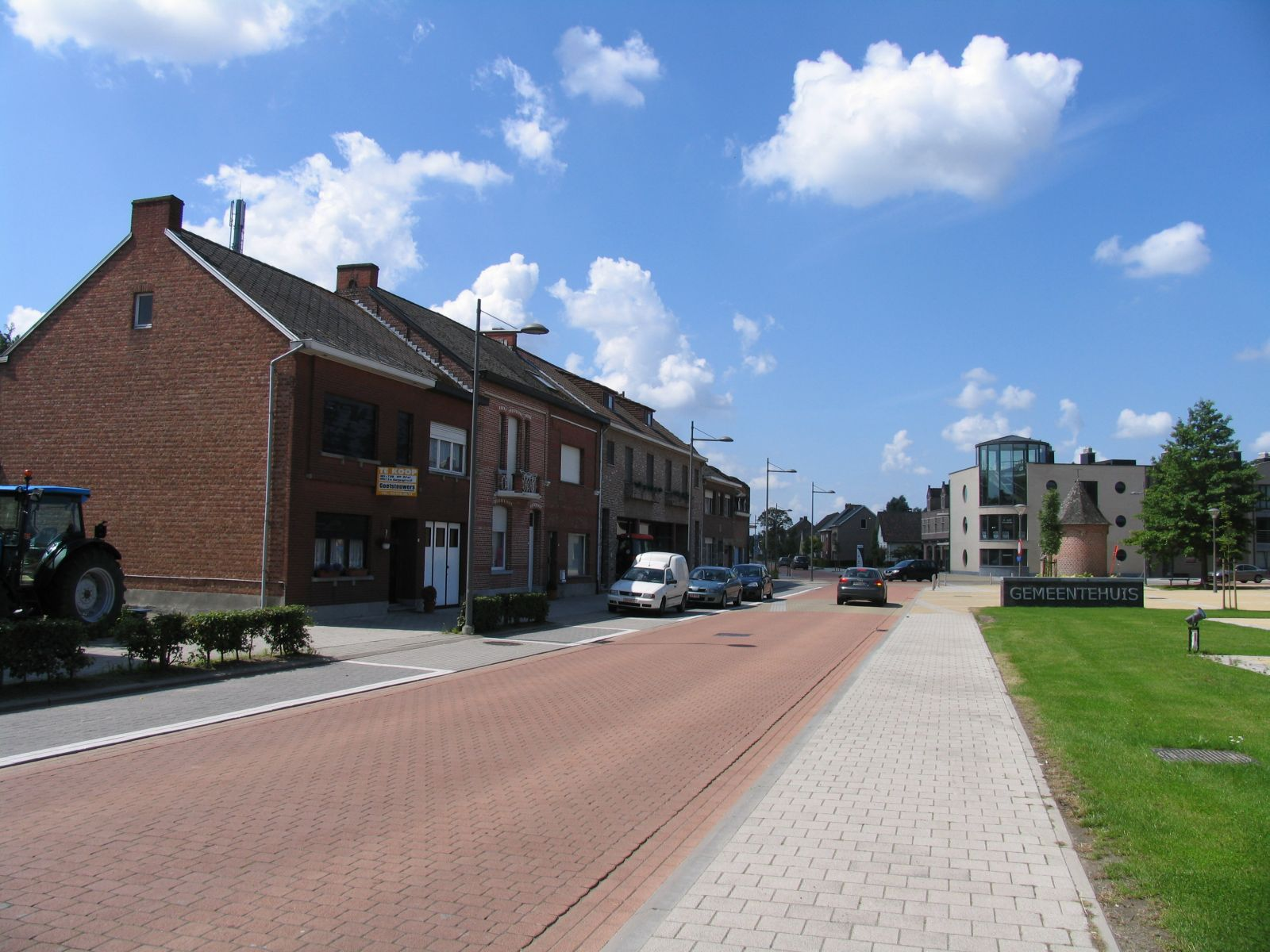
Leliestraat kijkrichting Mechelen
Gemeentehuis
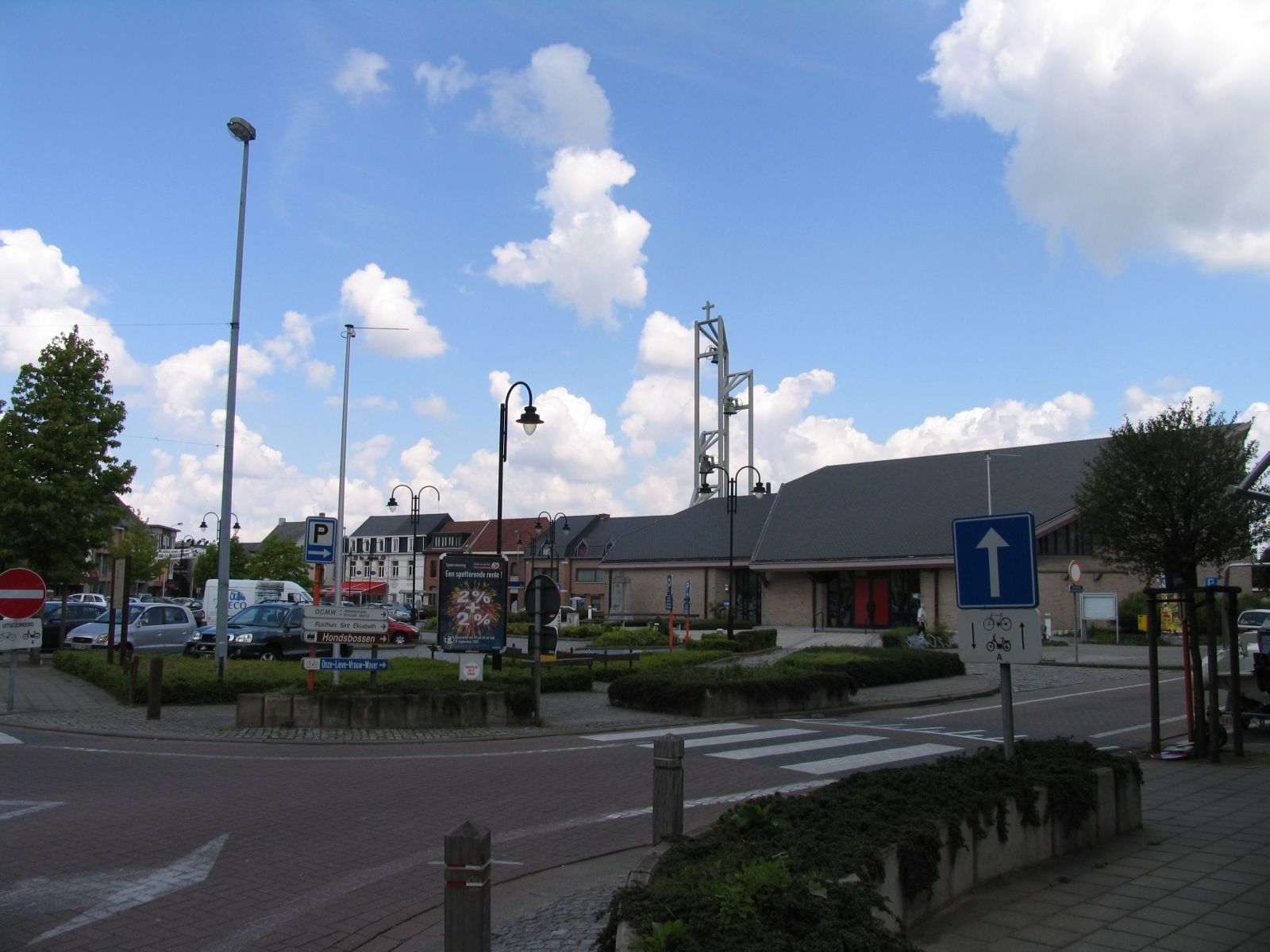
Markt
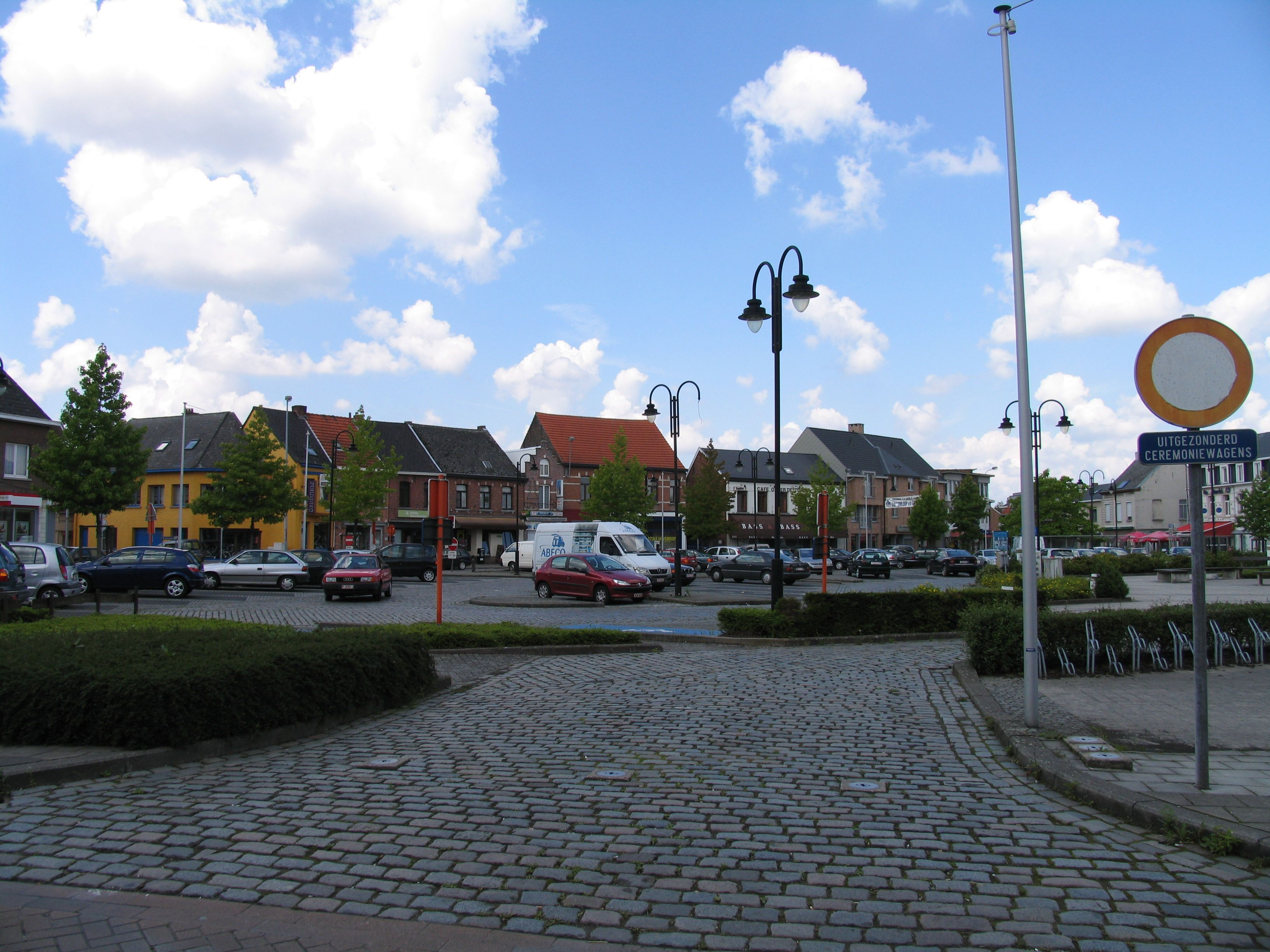
Markt
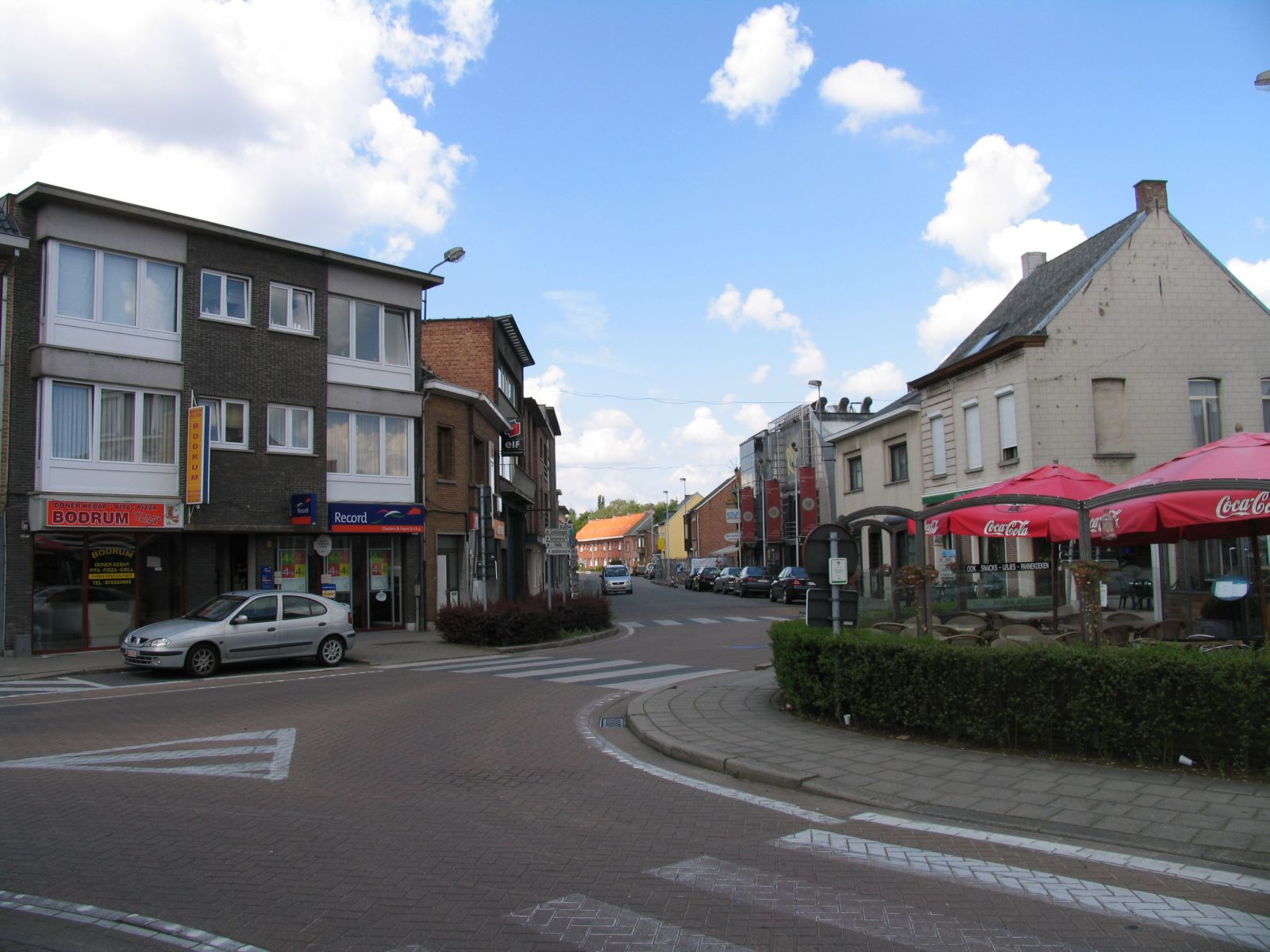
Markt, kijkrichting Stationsstraat - Walem
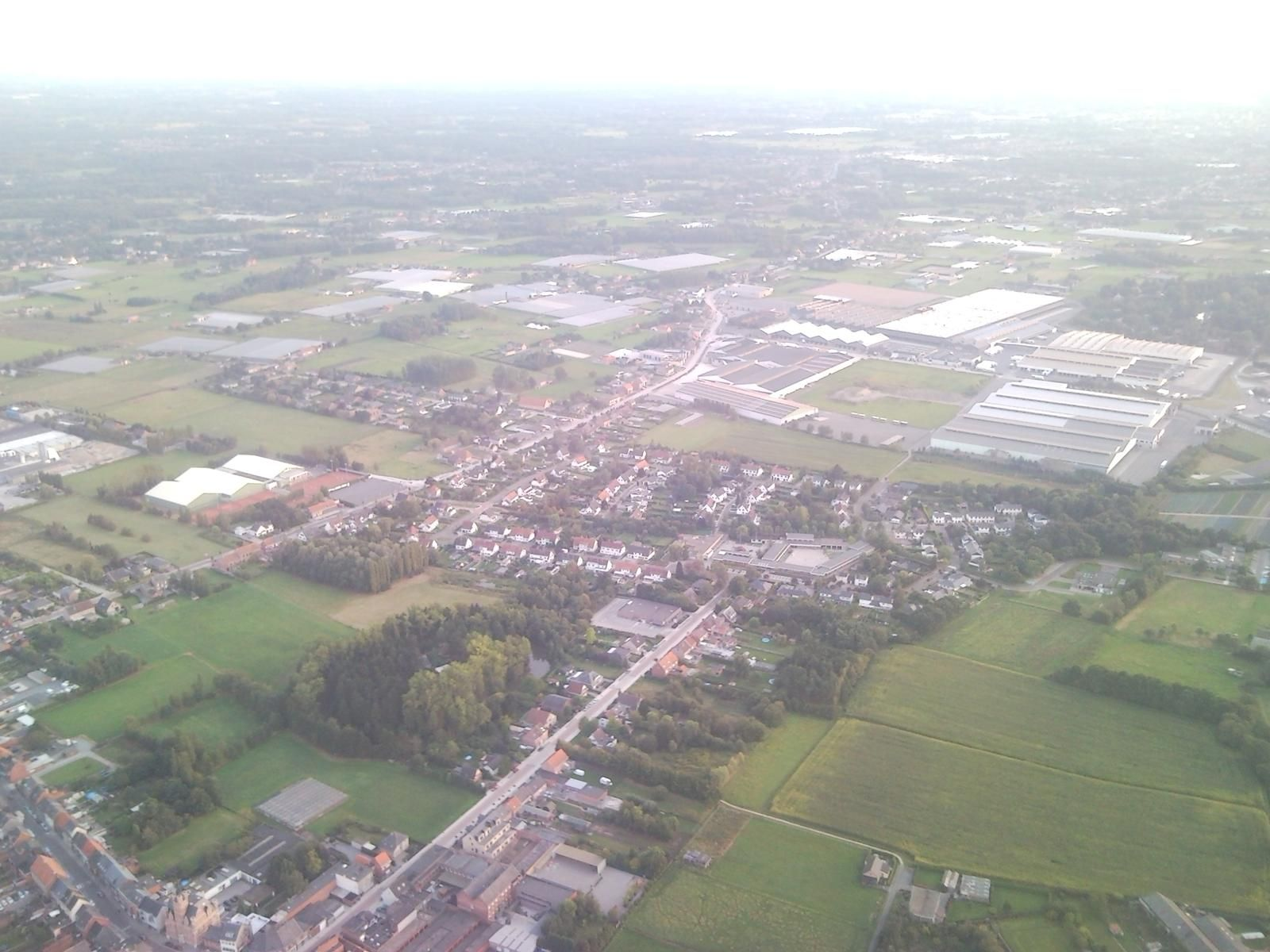
Veiling, Heiveld, Mechelsesteenweg
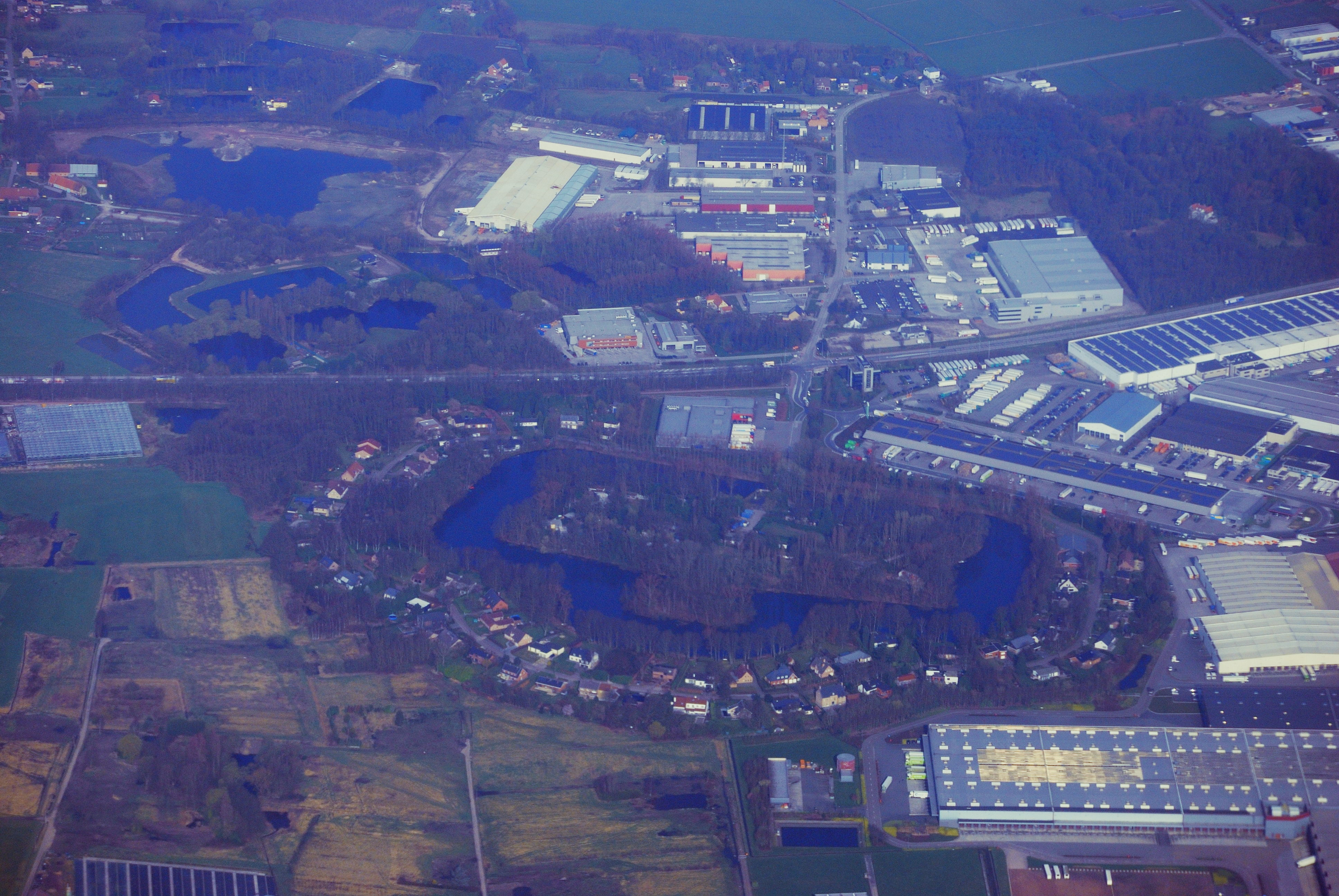
Fort 12 "van Midzelen", deel van de Hoofdweerstandsstelling